# Breznik (gmina Zagorje ob Savi)
Breznik – wieś w Słowenii, w gminie Zagorje ob Savi. W 2018 roku liczyła 27 mieszkańców.